# Манастир на Угору
Манастир на Угору је некадашњи зилотски манастир који је због премештања монашког братства на мирније место Коштунићи преиначен у парохију Српске Истински Православне Цркве. Припада епархији Утешитељевској. Налази се на Фрушкој гори, у једном од насеља Врдника у кући која је раније била викендица и постоји од 1996. године.
Храм - параклис је катакомбног типа смештен у стамбени објекат због немогућности добијања грађевинске дозволе за црквени објекат.
Ктитор манастира/парохије на Угорама је дипл. инж. Мирољуб Станковић.
За Српску православну цркву зилоти су расколници, док они тврде да је она, пристајући на екуменизам, напустила изворну догму о једној светој и саборној апостолској цркви. СПЦ оптужују и за Сергијанизам.
Зилотска парохија на Угару је Метох светогорског манастира Есфигмен, а чине га мала црква, трпезарија и четири монашке келије. Осим односа према екуменизму и сергијанизму, између СПЦ и зилотског покрета нема других суштинских разлика - начин богослужења и режим живота монаха су исти.
Литургије се служе сваке недеље и празника. Надлежни парох је свештеник Урош Манчић.
Као и у манастиру Есфигмен, у порти парохије на Угару вијори се црна застава са поруком „Православље или смрт“. Слава манастира је Свети Кирило и Методије.